# IC 1895
IC 1895 је спирална галаксија у сазвјежђу Пећ која се налази на листи објеката дубоког неба у Индекс каталогу.
Деклинација објекта је - 25° 15' 12" а ректасцензија 3h 9m 36,2s. Привидна величина (магнитуда) објекта IC 1895 износи 13,2 а фотографска магнитуда 14,1. IC 1895 је још познат и под ознакама ESO 481-1, MCG -4-8-33, AM 0307-252, PGC 11807.